# Aleksandra Kedzierska Fontaine
 (août 2016).
Aleksandra Fontaine, (Aleksandra Kędzierska née le 13 avril 1984 à Gdynia en Pologne) est une danseuse,, chorégraphe,, actrice, chanteuse, régisseur, producteur, journaliste et écrivain franco-polonaise.

## Biographie

### Les débuts
Aleksandra commence la danse à neuf ans au National Ballet School à Gdańsk. À seize ans, elle quitte ses parents et la Pologne pour aller étudier la danse néo-classique, la chorégraphie et le théâtre à l’Anton Bruckner Privatuniversität en Autriche.
Le premier engagement de sa carrière de danseuse internationale est avec la compagnie It Dansa à Barcelone, en 2003.
Une amie lui conseille de passer des auditions à Paris. Elle réussit celle du Lido.

### Danseuse au Lido
En 2003 elle devient Bluebell Girls et restera au Lido pendant 3 ans.
Plusieurs reportages télé ont été tournés sur Aleksandra, que ce soit en Pologne (We are from Poland) sur TVP Polonia ou en France (notamment sur TF1 dans l'émission Sept à huit du 18 mars 2012, ainsi qu'une interview au Journal de 13 heures de TF1.
Aleksandra a effectué plusieurs passages dans l'émission de Patrick Sébastien Le Plus Grand Cabaret du monde sur France 2.
Aleksandra a également fait un an de mannequinat après son passage au Lido.

### Danseuse au Crazy Paris Show à Macao
En 2007-2008 Aleksandra intègre le Crazy Paris Show à Macao (Chine) comme danseuse de cabaret, ou se mêlent plusieurs danses telles que le french cancan, de l'India Dance, du pole dance, du sway, qui sont effectuées quotidiennement.

### Chorégraphe, régisseuse et productrice
En 2015, Aleksandra crée sa société de production Fontaine Media afin de pouvoir créer et produire ses propres spectacles, dont le premier Le Rêve (Dream) est présenté en juillet 2015 à Cracovie au Théâtre Variété.
Le Rêve est une revue dont la performance est un véritable spectacle de théâtre et de danse avec notamment les artistes Nathalie Cohen (chanteuse) et Erica Bailey (danseuse, acrobate aérienne).
En 2016 le spectacle Theatre-Revue Show est présenté d'abord à Singapour, puis à Gdańsk
Le 17 mars 2018 elle met en scène et joue rôle de Lidia, dans l'adaptation de son roman La Fille à la valise au Théâtre municipal de Perpignan

### Actrice
Parallèlement à ses activités de danseuse et de chorégraphe, Aleksandra prend des cours de théâtre et de comédie, notamment au Studio Pygmalion ainsi qu'à l'Actors Studio Paris.
En 2008 elle commence sa carrière d'actrice en obtenant un rôle (silhouette) dans le film Taken de Luc Besson, avec Liam Neeson.
En 2010, elle obtient le rôle d'Indra dans le film Blanc comme neige de Christophe Blanc, avec François Cluzet, Bouli Lanners, et Louise Bourgoin.
En 2011, elle obtient un rôle (silhouette) dans le film Paris-Manhattan de Sophie Lellouche, avec Patrick Bruel, Alice Taglioni, et Woody Allen.
En 2013, elle est la doublure de l'actrice Sandrine Kiberlain (Ariane) dans le film 9 mois ferme d'Albert Dupontel, avec Albert Dupontel, Sandrine Kiberlain et Bouli Lanners.
Aleksandra est apparue dans plusieurs séries télévisées, en Pologne et en France, notamment dans RIS police scientifique en 2013.
En 2016, TVP Polonia réalise un documentaire de 30 minutes sur Aleksandra, réalisé par Paweł Zbierski.
En avril 2018 elle joue à l’Opéra de Lausanne dans Opera del lago de Gioachino Rossini. Elle joue le rôle de la courtisane de XVIIIe siècle.
En novembre 2018 elle se produit sur la scène du Cabaret Futur à Perpignan, invitée spécialement comme la vedette de la revue pour le nouveau spectacle Désordre.[réf. nécessaire]
Le 12 mai 2019 à Sotchi en Russie Aleksandra Fontaine joue le rôle d’Anne Frank dans l’Opera de Grigori Frid Le Journal d’Anne Frank.
Depuis octobre 2020 Aleksandra Fontaine travaille au Théâtre d’Elizabeth Czerczuk à Paris.
Doubleur du corps de Demi Moore et Margaret Qualley dans le film d'horreur The Substance de Coralie Fargeat, recomposé lors du dernier festival de Cannes, et dont la sortie en salle est prévue à l'automne 2024 .

### Chanteuse
En mars 2016 commence sa carrière de chanteuse avec son premier Single Femme désire avec l’artiste Krzysztof Skiba[réf. souhaitée].

### Journaliste
En 2014 Aleksandra passe un diplôme de journalisme à Gdańsk. En 2017 elle obtient son master.
Elle travaillera depuis en tant que journaliste.
Elle a réalisé des films documentaires tels que:
Das Tagebuch der Anne Frank, 2019.
The real solidarity of Catalans, 2020.

### Écrivain
Le 8 décembre 2017 sort son premier roman intitulé Dziewczyna z walizką (en français La Fille à la valise,).
Une interview sur la sortie du livre ainsi que sur le reportage retraçant sa vie a été faite sur TVP Polonia le 2 septembre 2016.
Son deuxième roman intitulé Mustang est publié en novembre 2019.
En décembre 2022, les Editions Baudelaire publieront son troisième roman Tombe l'ombre. 

### Galerie Poray
En 2017 elle crée une galerie d'art sous le nom de Galerie Poray dans la commune de Saint-Laurent-de-Cerdans.